# شتيفان بلانك
شتيفان بلانك (بالألمانية: Stefan Blank)‏ (10 مارس 1977 في ألمانيا - ) هو لاعب كرة قدم ألماني في مركز الدفاع. شارك مع منتخب ألمانيا تحت 21 سنة لكرة القدم ومنتخب ألمانيا الأولمبي لكرة القدم وGermany national football Α2 team ‏. أما مع النوادي، فقد لعب مع ألمانيا آخن وشالكه 04 وفاتنشايد 09 وفيردر بريمن ونادي دويسبورغ ونادي سانت باولي ونادي شتوتغارت ونادي كايزرسلاوترن وهانوفر 96.

## وصلات خارجية
- شتيفان بلانك على موقع قاعدة بيانات كرة القدم.إي يو (الإنجليزية)
- شتيفان بلانك على موقع بيانات كرة القدم. دي إي (الألمانية)
- شتيفان بلانك على موقع عالم كرة القدم.نت (الإنجليزية)